# Mecatépetl
Mecatépetl är en ort i Mexiko.   Den ligger i kommunen Hueytamalco och delstaten Puebla, i den sydöstra delen av landet, 200 km öster om huvudstaden Mexico City. Mecatépetl ligger 1 190 meter över havet och antalet invånare är 267.
Terrängen runt Mecatépetl är bergig. Runt Mecatépetl är det ganska tätbefolkat, med 160 invånare per kvadratkilometer. Närmaste större samhälle är Teziutlan, 11,0 km sydväst om Mecatépetl. I omgivningarna runt Mecatépetl växer i huvudsak städsegrön lövskog.